# Burzy
Burzy település Franciaországban, Saône-et-Loire megyében. Lakosainak száma 58 fő (2022. január 1.). Burzy Saint-Clément-sur-Guye, Curtil-sous-Burnand, Joncy, Saint-Huruge és Bonnay-Saint-Ythaire községekkel határos.

## Népesség
A település népességének változása:
| Lakosok száma | 73   | 68   | 66   | 60   | 58   | 57   | 56   | 57   | 58   |
|               | 2013 | 2015 | 2016 | 2017 | 2018 | 2019 | 2020 | 2021 | 2022 |